# Дворкин, Леонид Иосифович
Леонид Иосифович Дво́ркин (*11 января 1940) — советский и украинский ученый в области строительного материаловедения. Доктор технических наук, профессор. Заслуженный деятель науки и техники Украины. Академик Академии строительства Украины.

## Биография
Леонид Иосифович Дворкин родился 11 января 1940 г. в с. Паричи Гомельской обл.
Отец — Дворкин Иосиф Самуилович (1908—1941 г.), офицер — погиб в первые дни Великой Отечественной войны, выполняя задания по мобилизации призывников в ряды Красной Армии. Мать — Дворкина Раиса Львовна, работница (1909—1996 г.).
В 1941—1943 гг. семья находиться в эвакуации в Оренбургской области, где мать работает в колхозе, в 1944 году она переезжает в Белоруссию. В с. Паричи Л. И. Дворкин оканчивает 8 классов, а среднюю школу с серебряной медалью в г. Гомеле, куда семя переезжает в 1955 г.
В 1957 г. он поступает на химико-технологический факультет Белорусского политехнического института и оканчивает его в 1962 г., получив квалификацию «инженер-технолог» по специальности «технология силикатов».
1962 по 1967 рр. — работа в Сибирском филиале научно-исследовательского института цементной промышленности СибНИИцемент (г. Красноярск), где он проходит путь от младшего научного сотрудника до заместителя директора по научной части.
Там же начал активно заниматься научной работой в области химии и технологии портландцемента и других вяжущих материалов и изделий на их основе. Он поступает в заочную аспирантуру при НИИцемент (г. Москва) и досрочно готовит к защите кандидатскую диссертацию.
С декабря 1967 г. переезжает в [Ровно] и начинает работу в Украинском институте инженеров водного хозяйства доцентом, а с 1982 г. — профессором. В 1983 г. он успешно защищает в Московском инженерно-строительном институте докторскую диссертацию на тему «Многофакторное прогнозирование свойств бетона». В 1985 г. получает научную степень доктора технических наук і учёное звание профессор. В том же году он создал і возглавил кафедру строительных материалов в УИИВХ. С 1996 г. является заведующим кафедры технологии строительных изделий и материаловедения НУВХП.

## Научная и педагогическая деятельность
Основные научно-технические разработки касаются проблем совершенствования технологии и свойств вяжущих и бетонов, снижения ресурсоёмкости при их производстве, разработки методологии многопараметрического проектирования составов бетона различных видов с комплексом необходимых свойств, разработки эффективных направлений применения промышленных отходов при производстве строительных материалов и изделий.

Автор более 100 авторских свидетельств и патентов.
Предлагаемые им разработки внедрены на многих строительных объектах и, в частности, при строительстве Киевской и Днестровской ГАЭС, Трипольской ГРЭС, Ровенской, Хмельницкой АЭС, другх объектов гидротехнического и энергетического строительства, заводах железобетонных изделий.
Является одним из авторов комплекса справочников для инженерно-технических работников строительной индустрии, в частности, справочников по строительному материаловедению, материалов и изделий для мелиоративного і сельского строительства, по отделочным материалам, материалам с использованием отходов промышленности, практического бетоноведения.
Принимал участие в подготовке ряда отраслевых методических материалов и рекомендаций.

Им лично и в соавторстве подготовлено 35 монографий и справочников по актуальным проблемам технологии вяжущих, бетонов и других строительных материалов.
Опубликовано на Украине и в других странах мира более 900 статей и докладов по актуальным вопросам строительного материаловедения.
Является ведущим соавтором трёх англоязычных монографий, опубликованных в США.
Подготовил 20 кандидатов наук по специальности «строительные материалы и изделия». 
За период научно-педагогической деятельности принял участие в подготовке более 1000 специалистов — строителей и технологов, которые работают в строительной индустрии Украины и других стран.
Леонид Дворкин лично и в соавторстве подготовил 49 учебников и пособий, предназначенных для студентов высших учебных заведений.

## Книги
1. Справочник по строительному материаловедению. — М.: Инфра-Инженерия, 2010. — 472 с., ISBN 978-5-9729-0029-9
2. Строительные минеральные вяжущие материалы. — М.: Инфра-Инженерия, 2011. — 544 с., ISBN 978-5-9729-0035-0
3. Специальные бетоны. — М.: Инфра-Инженерия, 2012. — 368 с., ISBN 978-5-9729-0046-6
4. Строительное материаловедение. — М.: Инфра-Инженерия, 2013. — 832 с., ISBN 978-5-9729-0064-0
5. Испытания бетонов и растворов. Проектирование их составов. — М.: Инфра-Инженерия, 2017. — 432 с., ISBN 978-5-9729-0080-0
6. Строительное материаловедение. Русско-английский справочник. — М.: Инфра-Инженерия, 2017. — 652 с., ISBN 978-5-9729-0176-0